# Lochmaben

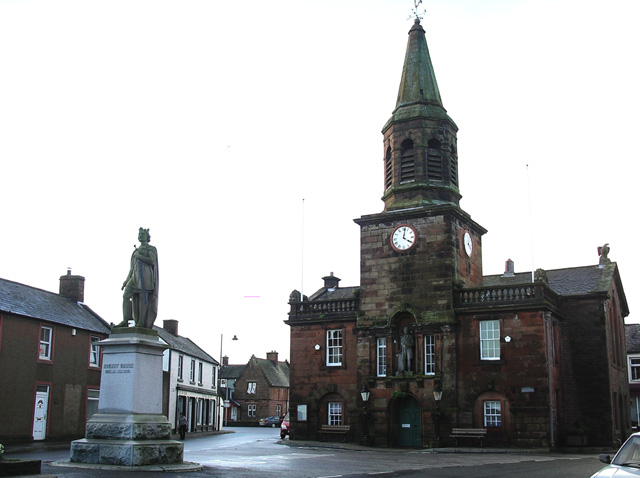
Centre ville de Lochmaben avec la statue de Robert Bruce

Lochmaben (gaélique Loch Mhabain) est une petite ville d'Écosse, et dispose d'un château autrefois important. La ville se trouve à 6,5 km de Lockerbie, en Dumfries and Galloway.

## Personnes célèbres
Angus Douglas - Footballeur international

## Histoire

### Premiers habitants
Le nom Loch Mhabain est peut-être une déformation de Loch Mhaol Bheinn ("Lac de la montagne nue"), ou pourrait signifier "Loch of Mabon", un ancien dieu de la mythologie celte, l'ancien nom de la région sous la domination romaine étant Locus Maponi, selon la Cosmographie de Ravenne. Le site est habité depuis les premiers temps du fait de sa position stratégique entre l'Angleterre et l'Écosse et l'Irlande, aux petits lochs l'entourant et à son sol riche et fertile. Les premiers habitants ont peut-être vécus dans des crannogs sur les lochs.
Une fois la région abandonnée par les Romains, elle a été visitée à tour de rôle par les Pictes, les Saxons, les Écosse et les Danois, et a été le lieu d'une victoire décisive de Giric mac Dúngail (gaélique: Griogair mac Dhunghail, connu en anglais simplement comme Giric, et surnommé Mac Rath, ("Fils de Fortune"); 878-889) qui fut roi des Pictes ou roi d'Alba, sur les Britons en 890.

### Seigneurs d'Annandale
Vers 1160, les Anglo-normand de la famille Brus (Bruce), deviennent seigneurs d'Annandale. Robert de Brus, seigneur de Skelton dans la région de Cleveland dans le Yorkshire, est alors un personnage célèbre à la cour du roi Henri Ier d'Écosse, où il devient proche avec le prince David Ier d'Écosse, le beau-frère du roi. Quand le prince devient David Ier d'Écosse, en 1124, Bruce se voit offrir la seigneurie d'Annandale et d'importantes possessions dans le sud de l'Écosse (il est néanmoins enterré à Guisborough, où il est né).

### Châteaux et batailles

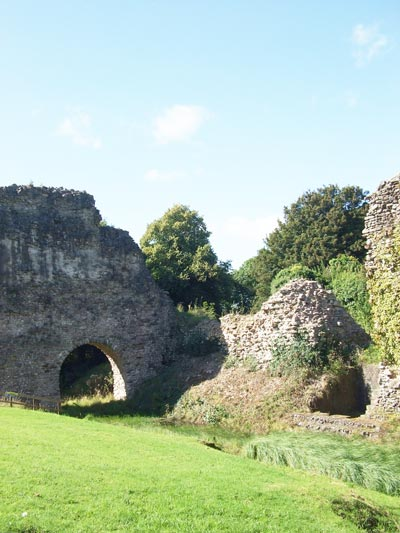
Ruines du château de Lochmaben

À un certain moment au XIIIe siècle les Bruce bâtissent un château, probablement un donjon, à Lochmaben, les ruines étant aujourd'hui au milieu du circuit de golf. On dit que le roi Robert Ier d'Écosse (Bruce) est né ici, et c'est pourquoi la ville a adopté le slogan "Chez nous est né le roi libérateur" (en Latin) sur le blason). Toutefois ces revendications sont assez tardives, et son lieu de naissance est plus vraisemblablement le château de Turnberry. Bruce a certainement affronté les Anglais dans la région durant les guerres d'indépendance écossaises.
Le roi Édouard a remplacé le château par une structure plus importante à l'extrémité sud de Castle Loch vers 1300 et les ruines montrent toujours l'importance de ses fortifications. Archibald Douglas, Lord of Galloway, avec l'aide des comtes de March et Douglas, après un siège de 9 jours, parvient à prendre le château de Lochmaben aux Anglais et le détruit complètement (il est probablement brûlé) le 4 février 1385. Le château et la baronnie tombe aux mains du comte de March, mais il est dépossédé de ces terres et quand il les retrouve en 1409, il ne récupère pas Annandale ni le château de Lochmaben.
La bataille de Lochmaben Fair se déroule le 22 juillet 1484 : une armée de 500 chevaliers menée par Alexander Stewart, Duke of Albany et James Douglas, 9th Earl of Douglas envahit l'Écosse, mais est défaite. 
Le 16 janvier 1508/9, à Édimbourg, Sir Robert Lauder of The Bass (d.1517/8), chevalier, est nommé capitaine du château du roi à Lochmaben pour trois ans.
Lochmaben reste important et a une histoire mouvementé jusqu'en 1600, date à laquelle il connaît son dernier siège et est probablement abandonné.

### Ville
La ville prospère et devient un burgh royal en 1447, et obtient une charte royale en 1579. Le chemin de fer y arrive en 1863, où Lochmaben constitue un arrêt sur la ligne Dumfries - Lockerbie. Cette ligne disparaît dans les années 1960.